# Tandberg (Unternehmen)
Tandberg war ein norwegisches Technologieunternehmen und zuletzt ein Hersteller von Videokonferenzsystemen mit Unternehmenssitz in Lysaker westlich von Oslo. Das Unternehmen wurde 2010 vom Konzern Cisco Systems übernommen und ging später in diesem auf. Es war bis zur Übernahme an der Osloer Börse notiert.

## Unternehmensgeschichte

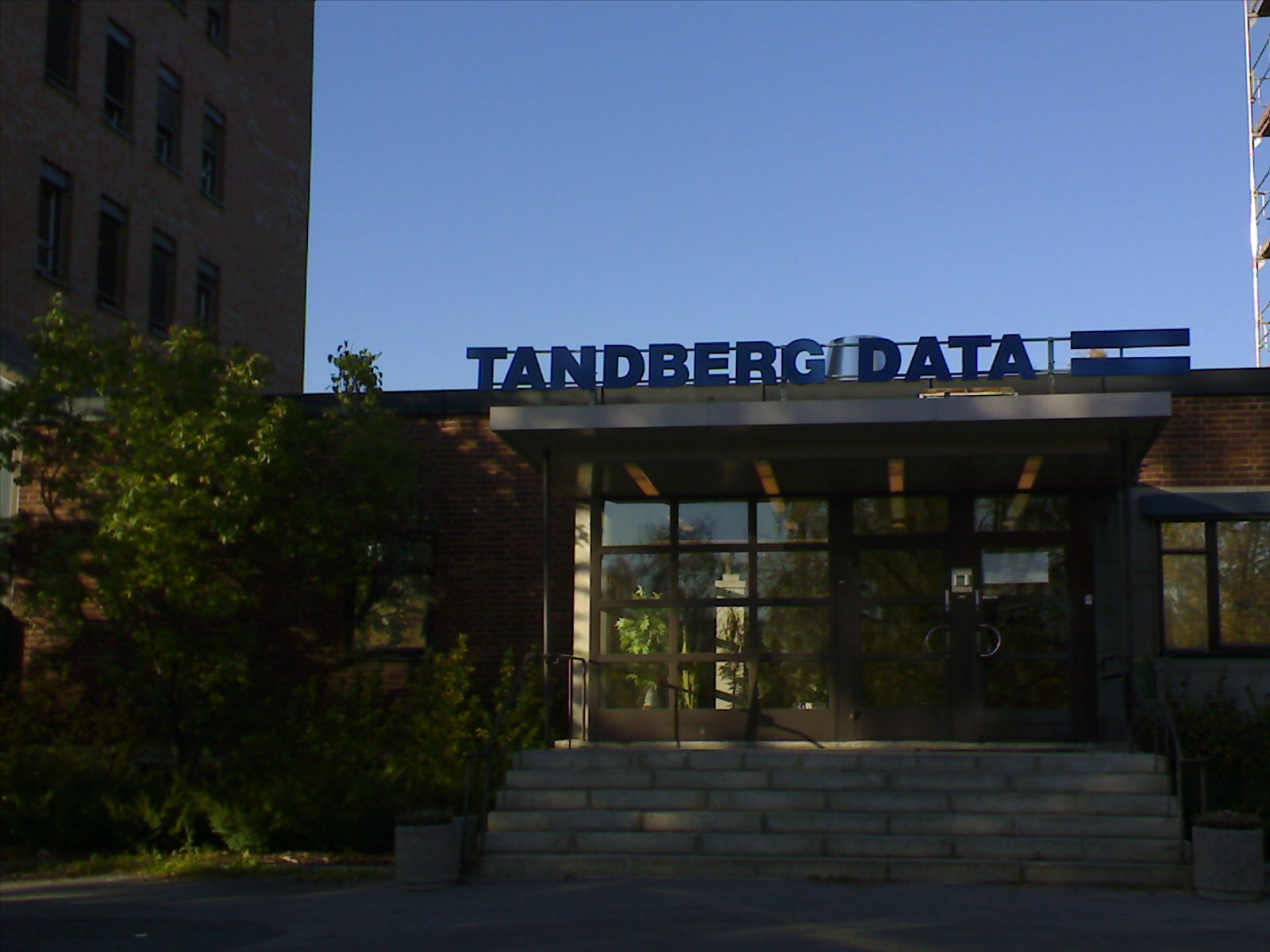
Eingang der ehemaligen Radiofabrik Tandberg in Kjelsås.

Das Unternehmen wurde 1933 unter dem Namen Tandbergs Radiofabrikk durch den Elektronikingenieur Vebjørn Tandberg gegründet und produzierte anfangs Lautsprecher, Empfänger sowie, ab Mitte der 1950er Jahre im Zweigwerk in Kjelsås, qualitativ hochwertige Tonbandgeräte und Kassettengeräte.
1979 spaltete sich das Unternehmen in die Unternehmen Tandberg, Tandberg Data und Tandberg Television auf.
Tandberg erwarb 1999 das norwegische Unternehmen Internet Technology AS, 2005 dann im Juli das niederländische Unternehmen IVIGO von TNO Telecom, im Oktober das neuseeländische Unternehmen Ectus, Ltd. Im September 2007 folgte das englische Unternehmen Codian Ltd.
Im Oktober 2009 verkündete Cisco Systems, Tandberg für rund 3 Milliarden US-Dollar als Telepresence Technology Group übernehmen zu wollen. Nach Abschluss der Übernahme ist Tandberg seit dem 19. April 2010 Teil von Cisco Systems.

## Patentkontroverse
Im November 2010 veröffentlichte Jason Garret-Glaser, ein x264-Entwickler, den Vorwurf, Tandberg Telecom hätte in einem Patentantrag aus dem Dezember 2008 Schritt für Schritt einen Algorithmus beschrieben, den er im Oktober 2008 für x264 entwickelt hatte.

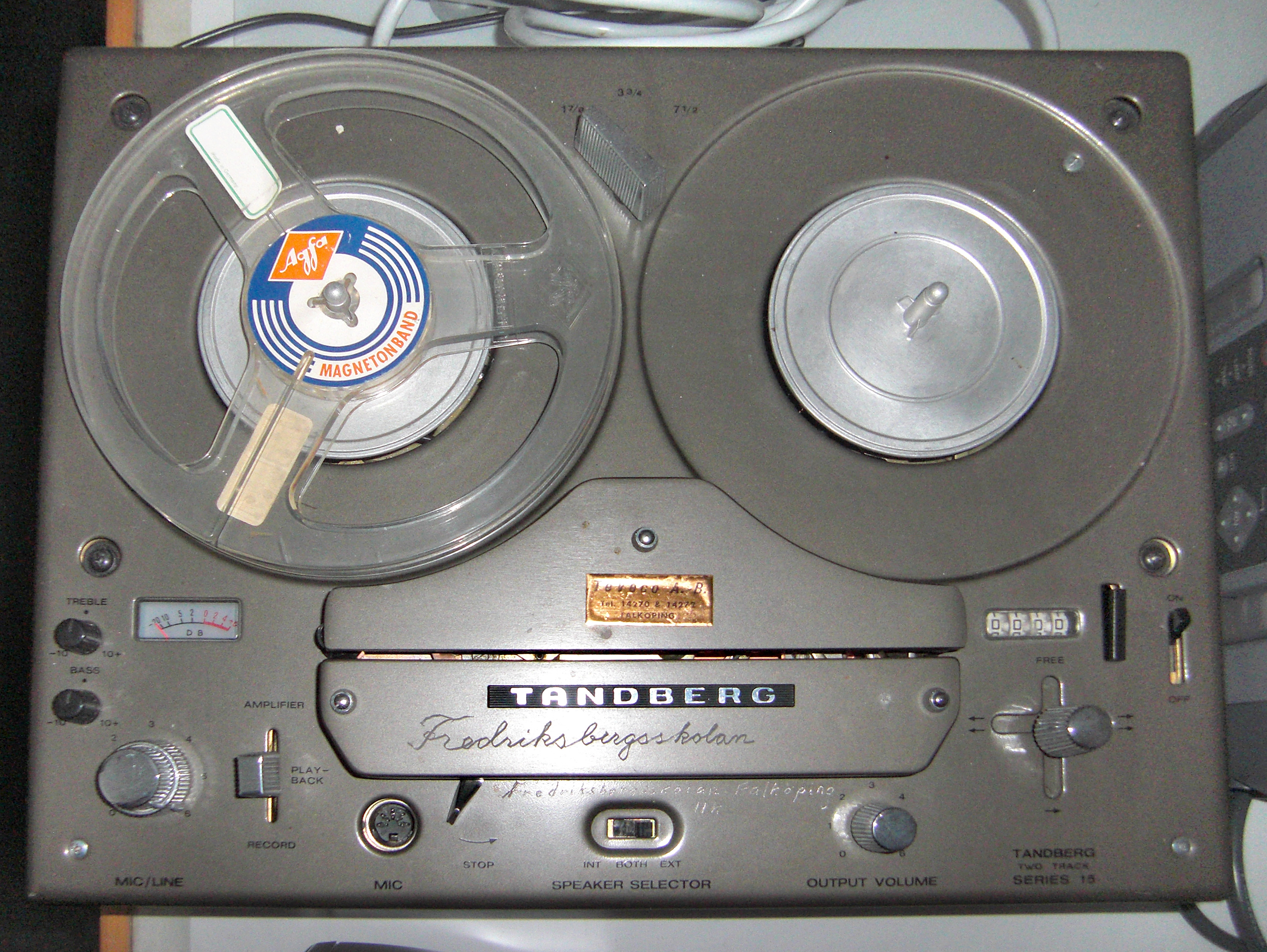
Tandberg Zweispurgerät Series 15
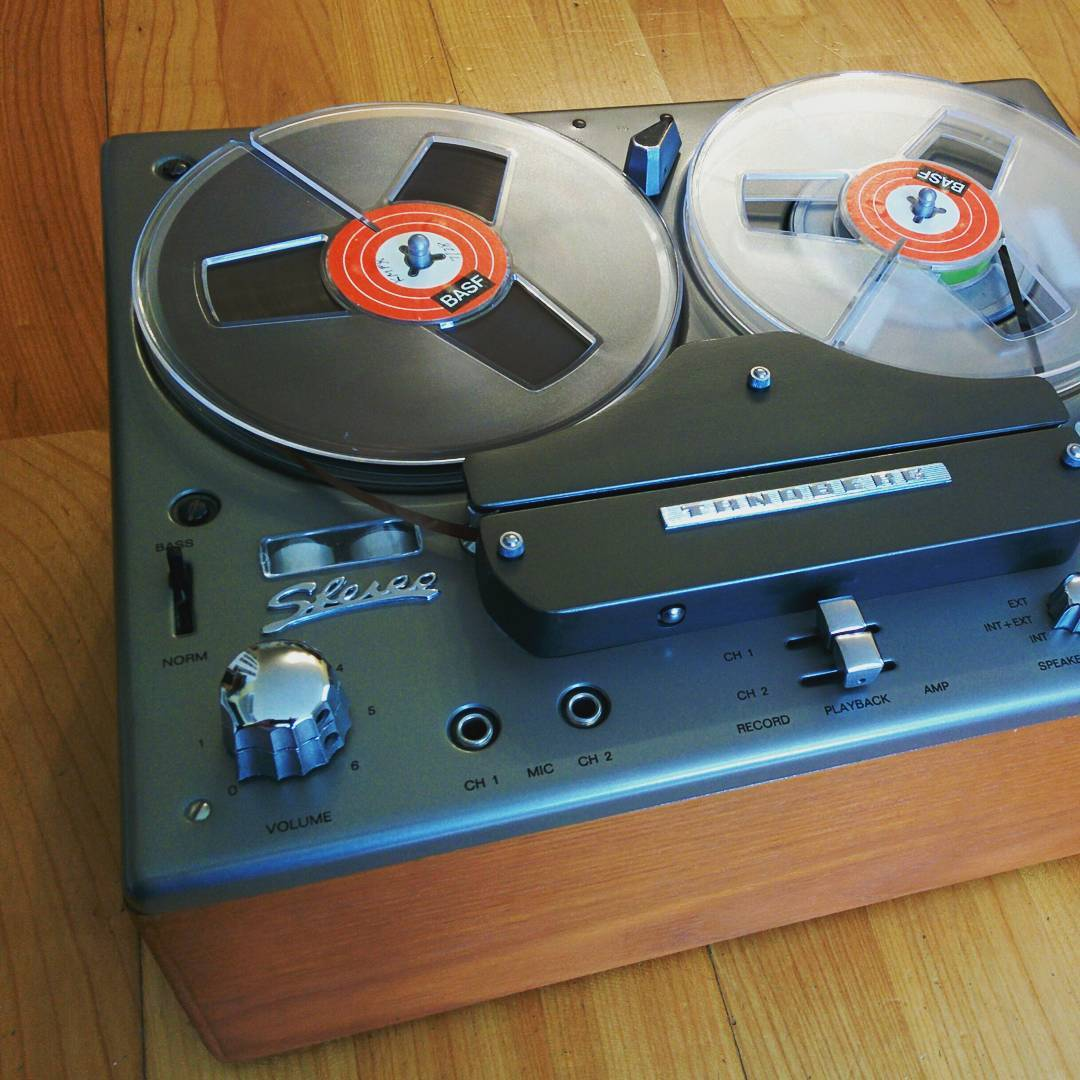
Tandberg Tonbandgerät Modell 74
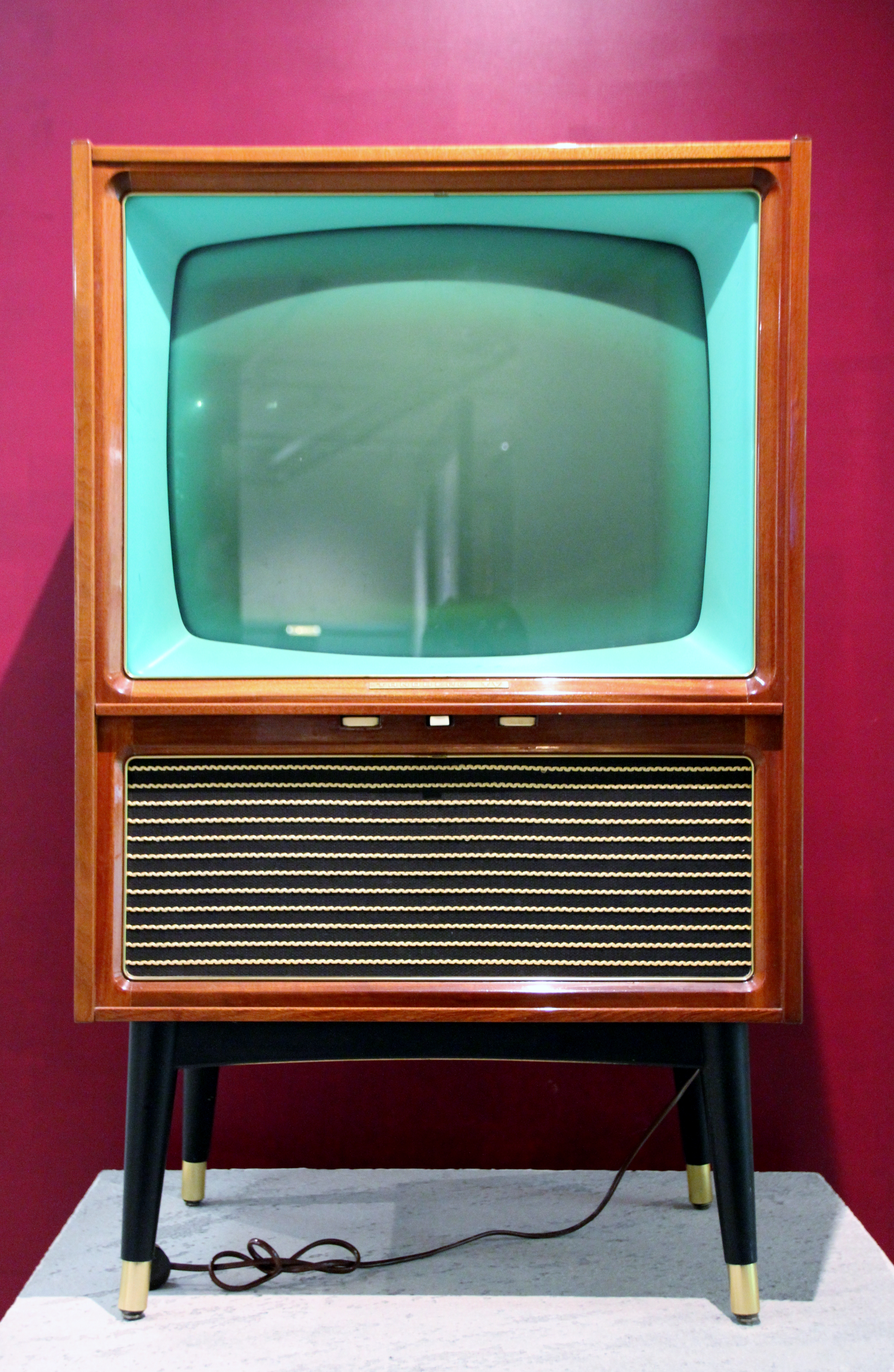
Tandberg Fernseher 1962 (Nordisches Volksmuseum Oslo)